# Perisphaeria hirtula
Perisphaeria hirtula är en kackerlacksart som beskrevs av Karlis Princis 1963. Perisphaeria hirtula ingår i släktet Perisphaeria och familjen jättekackerlackor. Inga underarter finns listade i Catalogue of Life.